# 黃澍棻
黃澍棻，江西省臨江府清江縣人，清朝政治人物、進士出身。
光緒十六年（1890年），参加光緒庚寅科殿試，登進士二甲51名。同年五月，改翰林院庶吉士。光緒十八年五月，散館，著以知县即用。